# Simulium clarum
Simulium clarum är en tvåvingeart som först beskrevs av Dyar och Shannon 1927.  Simulium clarum ingår i släktet Simulium och familjen knott.
Artens utbredningsområde är Kalifornien. Inga underarter finns listade i Catalogue of Life.